# Kolmex (biurowiec)
Kolmex, pierwotna nazwa Kolmex. Centrum Handlowo-Usługowe – budynek biurowo-usługowy znajdujący się na warszawskiej Woli przy ul. Grzybowskiej 80/82.

## Opis
Jeden z pierwszych nowoczesnych budynków biurowych wzniesionych w Warszawie po 1989. Został zaprojektowany przez Tadeusza Spychałę przy współpracy Janiny Chrzanowskiej-Neykoff, Andrzeja Kapuścika, Grzegorza Keplera, Hermana Kittela i Herberta Swobody. Reprezentuje umiarkowany dekonstruktywizm inspirowany twórczością Franka Gehry'ego.
Ośmiopiętrowy budynek na planie kwadratu z dziedzińcem przykrytym szklanym dachem wzniesiono w latach 1990–1992. Biurowiec zajmuje narożnik skrzyżowania ulic Grzybowskiej i Towarowej, jednak boczne ściany od strony wschodniej i północnej pozostawiono ślepe z uwagi na spodziewane zabudowanie w przyszłości przylegających do niego działek.
Budynek był nominowany do I edycji konkursu „Życie w Architekturze” na najlepszy budynek Warszawy 1989–1995.
Obecny właściciel rozważa rozbiórkę budynku i wybudowanie w jego miejscu wieżowca.